# رادیو صبا
رادیو صبا از بیست و دوم بهمن ۱۳۹۲ با رویکرد «طنز و ایجاد شور و نشاط در جامعه» فعالیت خود را آغاز کرد. این رادیو در آغاز در دو بخش رادیو فصلی با مدیریت حمیدرضا مقدسی و رادیو لبخند با مدیریت محمدصادق رحمانیان آغاز به کار کرد اما در ۱۲ بهمن سال ۹۳ با ادغام این دو در یک شبکه واحد به نام رادیو صبا، کار خود را ادامه داد.

## تاریخچه
رادیو صبا با روزانه ۶ ساعت تولید و پخش برنامه‌های طنز و شاد کار خود را آغاز کرد و پس از یک سال مدت زمان برنامه‌های رادیو صبا در روز از ۶ ساعت به ۱۶ ساعت رسید و گروه مسابقات و تفریحات نیز به گروه طنز و سرگرمی افزوده شد. در فروردین ۱۳۹۸، پخش برنامه‌های رادیو صبا ۲۴ ساعته شد.

## مدیران و هنرمندان
پس از محمدصادق رحمانیان، حمیدرضا مقدسی سکان‌دار رادیو صبا شد و در این مدت، برنامه‌هایی با محوریت مسابقه، اعم از مسابقه‌های جدی و طنز تولید و پخش شد. در تاریخ ۱۳۹۶/۲/۲۰ مدیریت رادیو صبا به سعید یوسف‌نیا سپرده شد و پس از ایشان در دی ماه ۱۳۹۹ حمیدرضا افتخاری به مدیریت این شبکه منصوب شد.
از زمان تاسیس این شبکه رادیویی تا کنون هنرمندانی در رده های گوناگون شغلی از گوینده و مجری تا تهیه کننده و سردبیر و نویسنده و بازیگر در ساخت برنامه های رادیو صبا مشارکت داشته اند که اسامی برخی از انان به این شرح است: 
مهبد قناعت‌پیشه، امیر اکبری، نگین خواجه‌نصیر، فریبا باقری، ساجد قدوسیان، علیرضا تابان، معصومه عزیزمحمدی، صاحبه عظیمی، اردشیر منظم، سحر جولایی، مونا صفی، علی بنه‌گزی، ارسلان جولائی، حمید پارسا، محمدرضا قلمبر، آرمان غفاریان، لاله جلال‌آبادی، سارا عرب‌پوریان، گلچهره زند، مهدی پر، امیر عضد، مریم خادم‌پور، مهسا ایرانیان و...

## برنامه‌ها
در حال حاضر رادیو صبا روزانه ۸ ساعت برنامه طنز و مسایقه تولیدی و ۶ ساعت برنامه زنده و ۸ ساعت تأمین و تکرار فعالیت می‌کند.   
برنامه‌های رادیو صبا چهار محور اصلی دارد:   
- طنز
- مسابقه
- مشاعره
- موسیقی

## دریافت
رادیو صبا بر روی موج اف ام ردیف ۱۰۵/۵ مگاهرتز در تهران و در سایر مراکز استان‌ها در حوالی همین فرکانس (عمدتا بین فرکانس‌های ۱۰۵/۱ تا ۱۰۵/۵ مگاهرتز) شنیده می‌شود. همچنین از راه دیگر رسانه‌ها مانند گیرنده‌های دیجیتال، رادیو نما، ایران صدا و همچنین وبگاه رادیو صبا، امکان شنیدن این رادیو در سراسر جهان فراهم است.